# Ulaka (gmina Velike Lašče)
Ulaka – wieś w Słowenii, w gminie Velike Lašče. W 2018 roku liczyła 48 mieszkańców.